# Gaston Van de Wiele
Gaston Pierre Constant Raphaël Van de Wiele (Brussel, 7 december 1889 - 31 oktober 1950) was een Belgisch volksvertegenwoordiger.

## Levensloop
Van de Wiele promoveerde tot doctor in de rechten en vestigde zich als advocaat in Brussel.
Op 20 september 1944 werd hij liberaal volksvertegenwoordiger voor het arrondissement Brussel, in opvolging van de overleden Paul Hymans. Hij vervulde dit mandaat tot in 1946. Hij werd opnieuw volksvertegenwoordiger van juni 1949 tot juni 1950.